# حقوق بث كأس العالم 2018
حقوق بث مباريات كأس العالم هي مجموعة من الحقوق التي يمنحها الاتحاد الدولي لكرة القدم (الفيفا) للقنوات التلفزيونية، ليتمكن المشاهد من متابعة منتخب بلده أو منتخبه المفضل، ويتم تسليم الحقوق باتفاق بين إدارة الفيفا المختصة في النقل التلفزيوني والقنوات التلفزيونية مقابل مبالغ مالية متفق عليها، سواء أكانت قنوات رسمية للدول أو قنوات خاصة عن طريق مزايدة في حالة توافر قناتين أو أكثر في نفس البلد أو المنطقة. وقد وزع الفيفا حقوق بث مباريات كأس العالم حسب المناطق والدول، حيث ستنقل مباريات البطولة في منطقة الشرق الأوسط وشمال أفريقيا من خلال شبكة بي إن سبورتس العربية. توزيع الحقوق كان على الشكل التالي:
| المنطقة | الباقة الناقلة                             | مصادر                         |
| --- | ------------------------------------------ | ----------------------------- |
| الكاريبيالدول والمناطق التابعة - أنتيغوا وباربودا - أنغويلا - أروبا - باربادوس - بليز - جزر العذراء البريطانية - جزر كايمان - كوراساو - جمهورية الدومينيكان - غرينادا - غيانا - هايتي - مونتسرات - سانت لوسيا - سانت كيتس ونيفيس - سانت فينسنت والغرينادين - جزر توركس وكايكوس | دايريك تيفي                                | [ 4 ] [ 5 ]                   |
| شبه قارة الهندالدول التابعة - بوتان - الهند - المالديف - نيبال - باكستان - سريلانكا | سوني بيكتشرز إنترتينمنت                    |                               |
| الشرق الأوسط وشمال أفريقياالدول التابعة - الجزائر - البحرين - جزر القمر - جيبوتي - مصر - إيران - العراق - الأردن - الكويت - لبنان - ليبيا - موريتانيا - عمان - فلسطين - قطر - السعودية - الصومال - جنوب السودان - السودان - سوريا - تونس - الإمارات العربية المتحدة - اليمن | بي إن سبورتس العربية                       | [ 3 ] [ 6 ] [ 7 ] [ 8 ] [ 9 ] |
| أوقيانوسياالدول التابعة - جزر كوك - فيجي - كيريباتي - ولايات ميكرونيسيا المتحدة - ناورو - بالاو - بابوا غينيا الجديدة - ساموا - جزر سليمان - تونغا - توفالو - فانواتو | سكاي باسيفيك                               |                               |
| أفريقيا جنوب الصحراءالدول التابعة - أنغولا - بنين - بوتسوانا - بوركينا فاسو - بوروندي - الكاميرون - الرأس الأخضر - جمهورية أفريقيا الوسطى - تشاد - جمهورية الكونغو - ساحل العاج - جمهورية الكونغو الديمقراطية - غينيا الاستوائية - إريتريا - إثيوبيا - الغابون - غامبيا - غانا - غينيا - غينيا بيساو - كينيا - ليسوتو - ليبيريا - مدغشقر - مالاوي - مالي - موريشيوس - موزمبيق - ناميبيا - النيجر - نيجيريا - رواندا - السنغال - سيشل - سيراليون - سوازيلاند - تنزانيا - توغو - أوغندا - زامبيا - زيمبابوي | كويسي سبورتس، سوبر سبورت، ستارتايمز، كنال+ | [ 10 ]                        |

## القنوات الناقلة
| الدولة                               | الناقل                                                                              | المصدر               |
| ------------------------------------ | ----------------------------------------------------------------------------------- | -------------------- |
| ألبانيا                              | آر تي تشي [الإنجليزية]                                                              |                      |
| أندورا                               | تي أف 1، بي إن سبورتس فرنسا                                                         |                      |
| الأرجنتين                            | TV Pública، دايركت تي في، TyC Sports                                                |                      |
| أرمينيا                              | ARMTV                                                                               |                      |
| أستراليا                             | المصلحة الخاصة للبث، Optus Sport                                                    | [ 11 ] [ 12 ] [ 13 ] |
| النمسا                               | أو أر أف (محطة بث)                                                                  |                      |
| أذربيجان                             | İTV                                                                                 |                      |
| بنغلاديش                             | BTV، Maasranga TV, Nagorik TV, Sony Pictures Networks                               | [ 14 ]               |
| جزر البهاما                          | ZNS، دايركت تي في                                                                   |                      |
| بيلاروس                              | BTRC                                                                                |                      |
| بلجيكا                               | VRT، آر تي بي إف                                                                    |                      |
| بوليفيا                              | Unitel، Red Uno، دايركت تي في                                                       |                      |
| البوسنة والهرسك                      | إذاعة وتلفزيون البوسنة والهرسك                                                      |                      |
| البرازيل                             | قناة غلوبو، SporTV، Fox Sports                                                      | [ 15 ] [ 16 ] [ 17 ] |
| بروناي                               | Astro                                                                               |                      |
| بلغاريا                              | BNT                                                                                 |                      |
| كندا                                 | CTV، RDS، TSN                                                                       | [ 18 ]               |
| تشيلي                                | القناة 13، تلفزيون ناسيونال د تشيلي، ميجا (تشيلي)، دايركت تي في، موفيستار (اتصالات) |                      |
| الصين                                | CCTV                                                                                | [ 19 ]               |
| كولومبيا                             | تلفزيون كاراكول، تلفزيون آر سي إن، دايركت تي في                                     |                      |
| كوستاريكا                            | Teletica، Sky [الإنجليزية]، موفيستار (اتصالات)                                      | [ 20 ]               |
| كرواتيا                              | HRT                                                                                 |                      |
| كوبا                                 | ICRT                                                                                |                      |
| قبرص                                 | هيئة البث القبرصية                                                                  |                      |
| جمهورية التشيك                       | ČT                                                                                  |                      |
| الدنمارك                             | DR، TV 2                                                                            |                      |
| دومينيكا                             | Sky [الإنجليزية]، دايركت تي في                                                      |                      |
| جمهورية الدومينيكان                  | Antena 7، Sky [الإنجليزية]                                                          | [ 21 ]               |
| الإكوادور                            | RTS، دايركت تي في                                                                   |                      |
| السلفادور                            | TCS، Sky [الإنجليزية]                                                               |                      |
| إستونيا                              | ERR                                                                                 |                      |
| جزر فارو                             | DR، TV 2                                                                            |                      |
| فنلندا                               | أوليسراديو                                                                          |                      |
| فرنسا                                | تي أف 1، بي إن سبورتس فرنسا                                                         |                      |
| ألمانيا                              | ARD، زي دي اف                                                                       | [ 22 ] [ 23 ] [ 24 ] |
| جورجيا                               | GPB                                                                                 |                      |
| جرينلاند                             | DR، TV 2                                                                            |                      |
| غواتيمالا                            | تلفزيون الأزتيكا, Tigo Sports, Sky [الإنجليزية]، موفيستار (اتصالات)                 |                      |
| هندوراس                              | TVC، Sky [الإنجليزية]، موفيستار (اتصالات)                                           |                      |
| هونغ كونغ                            | ViuTV، Now TV                                                                       |                      |
| المجر                                | إم تي في أرابيا ‏                                                                    |                      |
| آيسلندا                              | الخدمة الإذاعية الوطنية الأيسلندية                                                  |                      |
| إندونيسيا                            | Transmedia, K-Vision, SuperPass                                                     | [ 25 ] [ 26 ] [ 27 ] |
| أيرلندا                              | RTÉ                                                                                 |                      |
| إسرائيل                              | KAN                                                                                 |                      |
| إيطاليا                              | ميدياست                                                                             | [ 28 ]               |
| جامايكا                              | TVJ، دايركت تي في                                                                   |                      |
| اليابان                              | تلفزيون فوجي، هيئة الإذاعة اليابانية، NTV، TBS، تلفزيون أساهي، تلفزيون طوكيو        |                      |
| كازاخستان                            | Qazaqstan [الإنجليزية]                                                              |                      |
| كوسوفو                               | راديو وتلفزيون كوسوفو                                                               |                      |
| لاتفيا                               | LTV                                                                                 |                      |
| ليختنشتاين                           | هيئة الإذاعة السويسرية                                                              | [ 29 ]               |
| ليتوانيا                             | LRT                                                                                 |                      |
| ماليزيا                              | Astro                                                                               |                      |
| مالطا                                | PBS                                                                                 |                      |
| المكسيك                              | تيلفيزا، تلفزيون الأزتيكا، SKY México                                               |                      |
| مولدوفا                              | TRM                                                                                 |                      |
| موناكو                               | تي أف 1، بي إن سبورتس فرنسا                                                         |                      |
| منغوليا                              | NTV، MNB                                                                            |                      |
| الجبل الأسود                         | RTCG                                                                                |                      |
| المغرب                               | الشركة الوطنية للإذاعة والتلفزة، بي إن سبورتس العربية                               | [ 30 ]               |
| هولندا                               | نيديرلاندز أومروب ستيكتينغ ‏                                                         |                      |
| نيوزيلندا                            | Sky Sport [الإنجليزية]                                                              | [ 31 ]               |
| نيكاراغوا                            | Ratensa، Sky [الإنجليزية]، موفيستار (اتصالات)                                       |                      |
| النرويج                              | هيئة الإذاعة النرويجية, تي في 2 ‏                                                    |                      |
| بنما                                 | Corporación Medcom, Televisora Nacional, Sky [الإنجليزية]، موفيستار (اتصالات)       |                      |
| باراغواي                             | SNT، Telefuturo، TyC، دايركت تي في                                                  |                      |
| بيرو                                 | Latina، دايركت تي في                                                                |                      |
| الفلبين                              | أي بي إس-سي بي إن                                                                   |                      |
| بولندا                               | التلفاز البولندي                                                                    |                      |
| البرتغال                             | RTP، SIC                                                                            | [ 32 ] [ 33 ]        |
| رومانيا                              | TVR                                                                                 |                      |
| روسيا                                | القناة الأولى الروسية، شركة عموم روسيا للراديو والتلفزيون الحكومية، ماتش تي في      | [ 34 ]               |
| صربيا                                | RTS                                                                                 |                      |
| سلوفاكيا                             | RTVS                                                                                |                      |
| سلوفينيا                             | RTVSLO                                                                              |                      |
| جنوب إفريقيا                         | SABC، SuperSport، ستارتايمز                                                         | [ 35 ]               |
| كوريا الجنوبية                       | KBS، مؤسسة منهوا للإذاعة، SBS                                                       |                      |
| إسبانيا                              | Mediaset España                                                                     | [ 36 ]               |
| سورينام                              | SCCN, دايركت تي في                                                                  |                      |
| السويد                               | SVT، TV4                                                                            | [ 22 ]               |
| سويسرا                               | هيئة الإذاعة السويسرية                                                              | [ 29 ]               |
| تايوان                               | ELTA                                                                                |                      |
| تركيا                                | TRT                                                                                 |                      |
| أوكرانيا                             | أنتر                                                                                | [ 37 ]               |
| المملكة المتحدة - إنجلترا - جبل طارق | بي بي سي، ITV                                                                       |                      |
| الولايات المتحدة                     | فوكس سبورتس، Telemundo                                                              | [ 38 ] [ 39 ]        |
| الأوروغواي                           | Monte Carlo، Canal 10، Teledoce، TyC، دايركت تي في                                  |                      |
| فنزويلا                              | فنزفزيون، دايركت تي في                                                              |                      |